# Citroën Ami 8
Der Citroën Ami 8 war ein Automobil des französischen Automobilherstellers Citroën und Nachfolger des Ami 6.

## Beschreibung
Der Ami 8 (interne Bezeichnung Citroën Typ AM3) war der Nachfolger des Ami 6 und basierte wie dieser technisch auf dem Citroën 2CV. Er wurde von Frühjahr 1969 bis 1979 gefertigt. Eine Quelle gibt an, dass er seinerzeit der französischen Mittelklasse der 1970er-Jahre zugerechnet wurde, nach anderen Quellen ist der Ami 8 wie auch der Vorgänger Ami 6 ein Kleinwagen.
Der Ami 8 Berline wurde als Limousine ab März 1969 und der Ami 8 Break als Kombinationskraftwagen ab August 1969 angeboten. Sie hatten Zweizylindermotoren. Der Ami Super wurde ab 1974 mit dem Vierzylinder-Boxermotor aus dem Citroën GS vertrieben. Die im Citroën-Werk Vigo in Spanien gefertigten Exemplare wurden in Spanien aus markenrechtlichen Gründen als „Citroën Dynam“ verkauft.
In Argentinien wurden ebenfalls Ami 8 von Citroën Argentina hergestellt. Einige dieser Fahrzeuge wurden nach Kuba exportiert.

## Entwicklung
Der luftgekühlte Zweizylinder-Boxermotor im Ami 8 entsprach weitgehend dem der letzten Version des Ami 6. Das Kurbelgehäuse aus Aluminium mit integrierter Ölwanne ist senkrecht geteilt. Die Zylinder sind aus Grauguss. Die direkt (ohne Dichtung) aufgesetzten Aluminium-Zylinderköpfe haben halbkugelförmige Brennräume und zwei in V-Anordnung gegenüberliegende Ventile. Die untenliegende Nockenwelle betätigt sie über Stößel, Stoßstangen und Kipphebel. Am vorderen Ende der über Stirnräder angetriebenen Nockenwelle sitzt der Unterbrecher der verteilerlosen Zündung. Die beiden Zündkerzen sind hintereinander geschaltet und funken gleichzeitig, ein Funke zündet das verdichtete Gemisch, der andere beleuchtet kurz das weitgehend ausgestoßene Abgas (Wasted Spark). Die Eaton-Ölpumpe (Zahnringpumpe) der Druckumlaufschmierung sitzt am hinteren Ende der Nockenwelle. Die Kurbelwelle ist gebaut (zusammengeschrumpft), die Pleuel ungeteilt. Der Motor wurde durch überarbeitete Zylinderköpfe mit von 7,75 auf 9 vergrößerter Verdichtung und geänderte Steuerzeiten von 24,5 PS bei 4750/min auf 32 PS bei 5750/min gebracht.
Das Vierganggetriebe mit Krückstockschaltung war teilsynchronisiert. Der Ami 8 war auch mit einer zusätzlichen Fliehkraftkupplung lieferbar, dann musste man das Kupplungspedal nur beim Schalten betätigen.
Wie der 2 CV und alle anderen Modelle der kleinen „A“-Baureihe von Citroën hatte der Ami 8 keine selbsttragende Karosserie, sondern einen Plattformrahmen mit innenliegenden Längsversteifungen. Unter der Passagierzelle ist er als flacher rechteckiger Kasten ausgebildet; es gibt keinen Mitteltunnel, aber man sitzt etwas erhöht. Die Karosserie war mit dem Rahmen verschraubt.  Oben auf dem Rahmen saßen zwei Querträgerrohre mit den Lagern der Schwingarme der Radaufhängungen. Die vorderen Schwingarme waren geschoben und trugen an ihren Enden die Achsschenkelbolzen mit den Radträgern. Die Schwingarme betätigten über Winkelhebel die liegenden Stoßdämpfer und die Federn, die für jede Seite gemeinsam in am Rahmen gelagerten Federtöpfen lagen und über Zugstangen mit den Winkelhebeln verbunden waren.
Der Ami 8 hatte eine Zahnstangenlenkung. Die Zahnstange mit Mittelabgriff (die Spurstangen waren nebeneinander in der Mitte angelenkt) war in das Querträgerrohr der Vorderachse eingebaut.
Die vorderen Trommelbremsen waren als innenliegendes Bremssystem ausgeführt (neben dem Getriebe angeordnet) und hatten zur Kühlung verrippte Bremstrommeln. Die hinteren Bremstrommeln waren direkt an den Achsschenkeln montiert und hatten keine Kühlrippen. Die Bremsleitungen zu den Hinterrädern liefen durch den hinteren Querträger. Im Inneren des Querträgers waren sie gewendelt, um das Schwenken des Schwingarms auszugleichen - es gab keine Bremsschläuche. 1970 wurde wie bei der Ente vorn auf innenliegende Scheibenbremsen umgestellt. Die Handbremse wirkte auf die Vorderräder. Neu am Ami 8 war der Querstabilisator vorn.
Die Karosserie des Ami 6 wurde für den Ami 8 geglättet, vereinfacht und die Rundumsicht verbessert. Das Stufenheck wurde  durch ein Schrägheck mit unter dem Heckfenster angeschlagener Kofferklappe ersetzt. Das Armaturenbrett wurde weitgehend aus Thermoplast hergestellt. Die Türen hatten anfangs allesamt Schiebefenster. Die Ausführung Club war eine besser ausgestattete Variante des Ami 8, die unter anderem mit stufenlos verstellbaren Vordersitzlehnen und verchromten Fensterrahmen ausgestattet war. Die Kombiversion wurde als Ami 8 Break bezeichnet.
Der Radstand betrug 240 cm. Als Spurweite sind vorn 126 cm und hinten 122 cm angegeben. Die Limousine war 399 cm lang, 152,5 cm breit und 148,5 cm hoch. Der Kombi war mit 152 cm etwas höher.

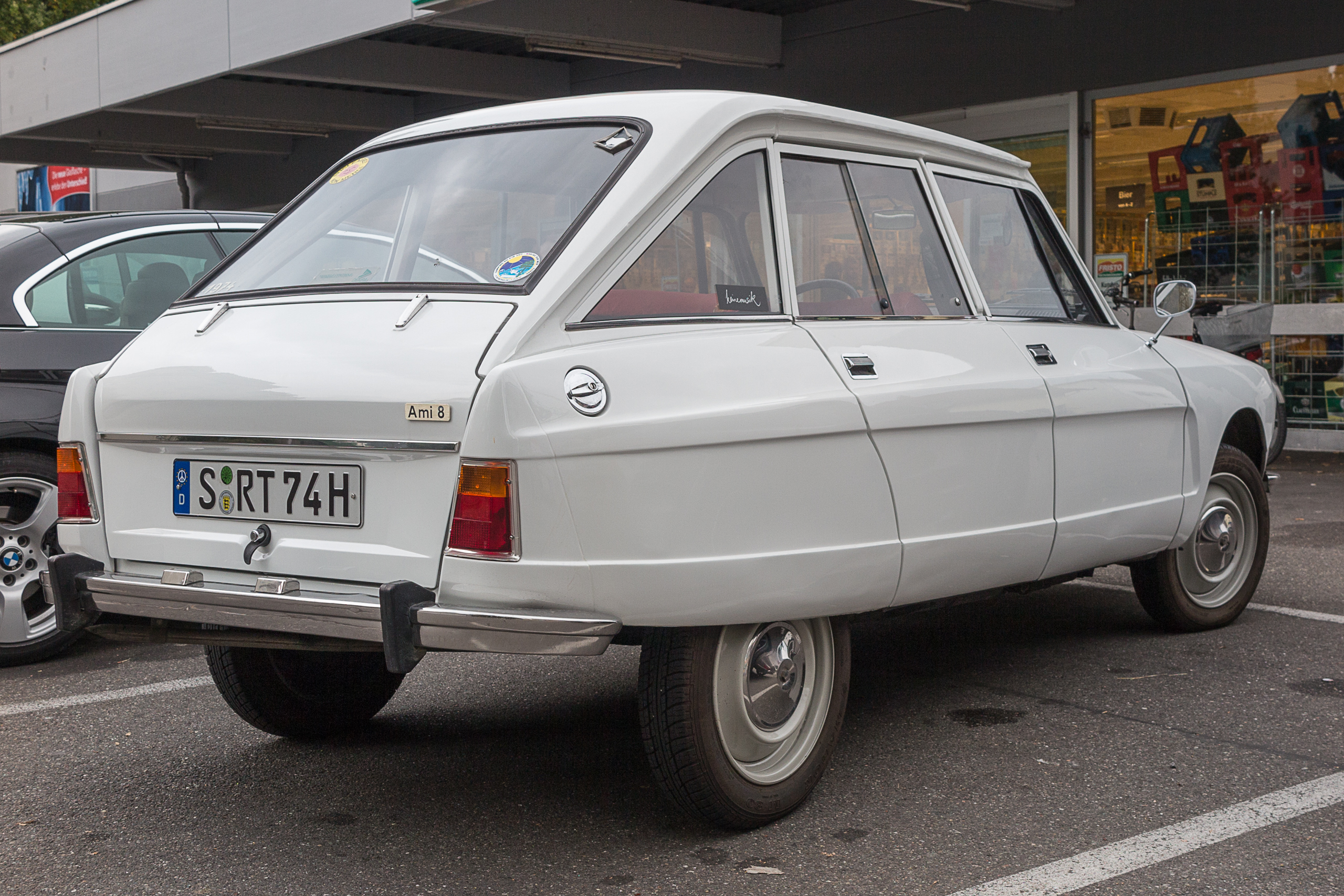
Heckansicht Citroën Ami 8
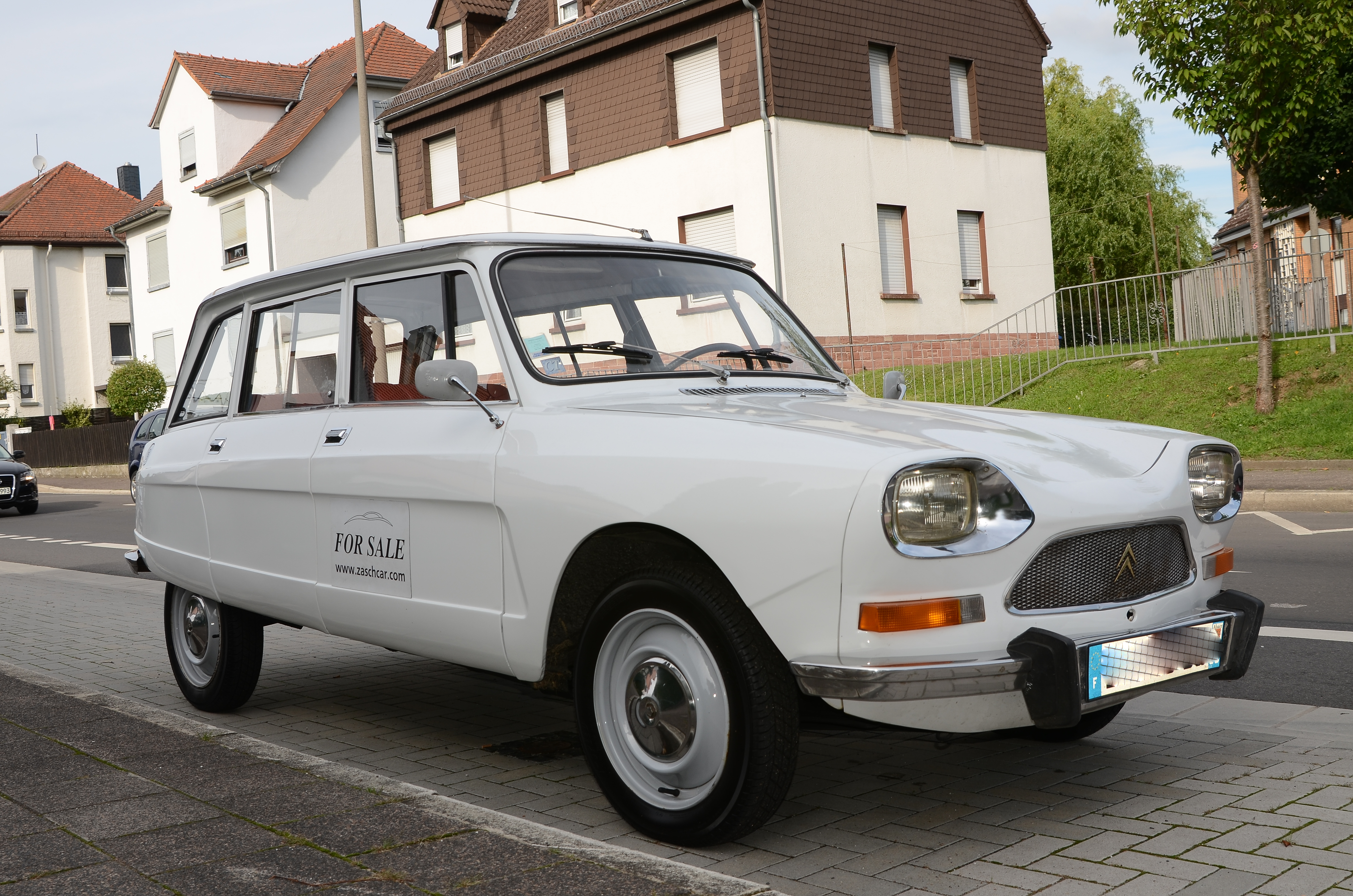
Citroën Ami 8 Break
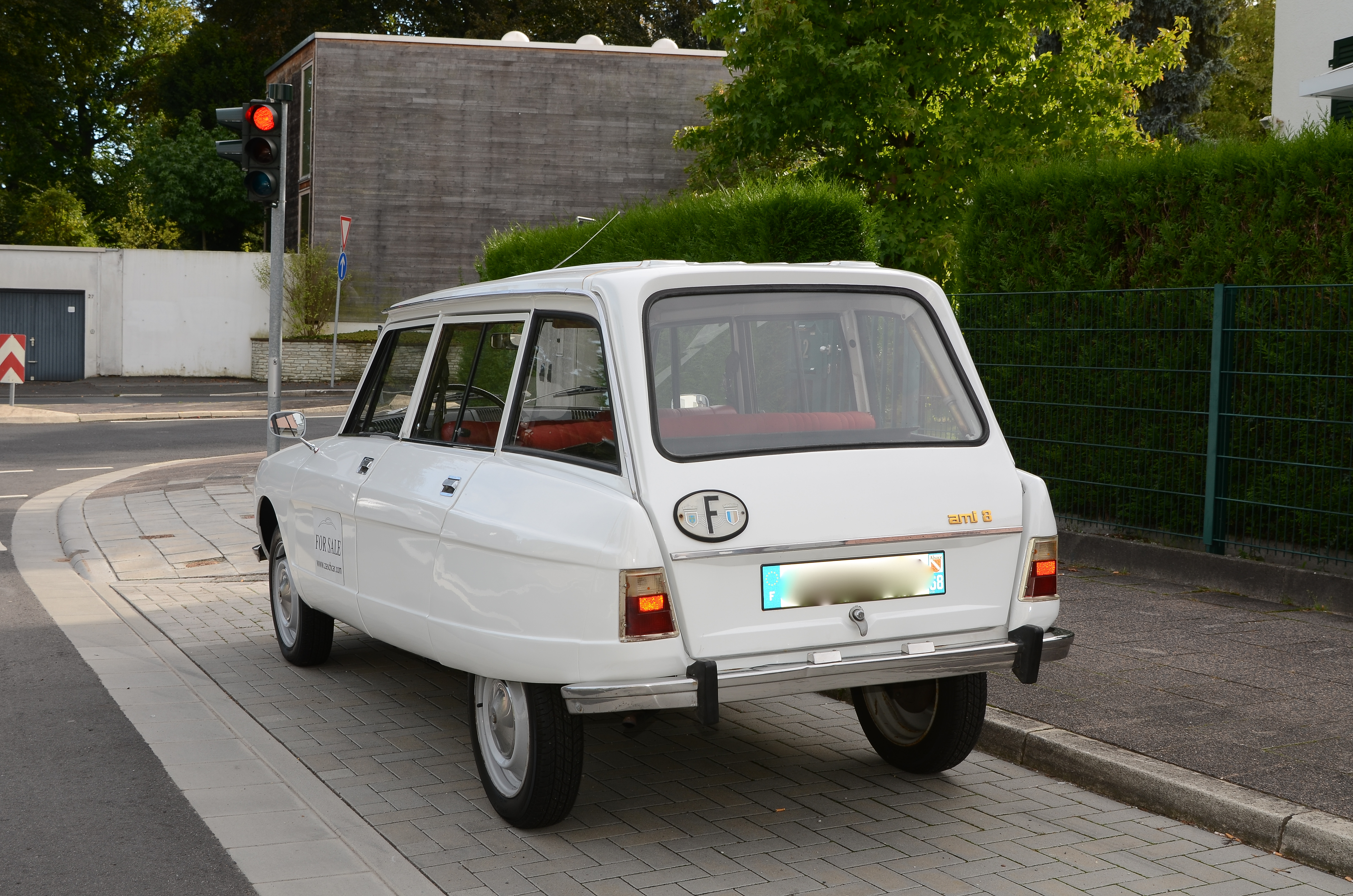
Citroën Ami 8 Break
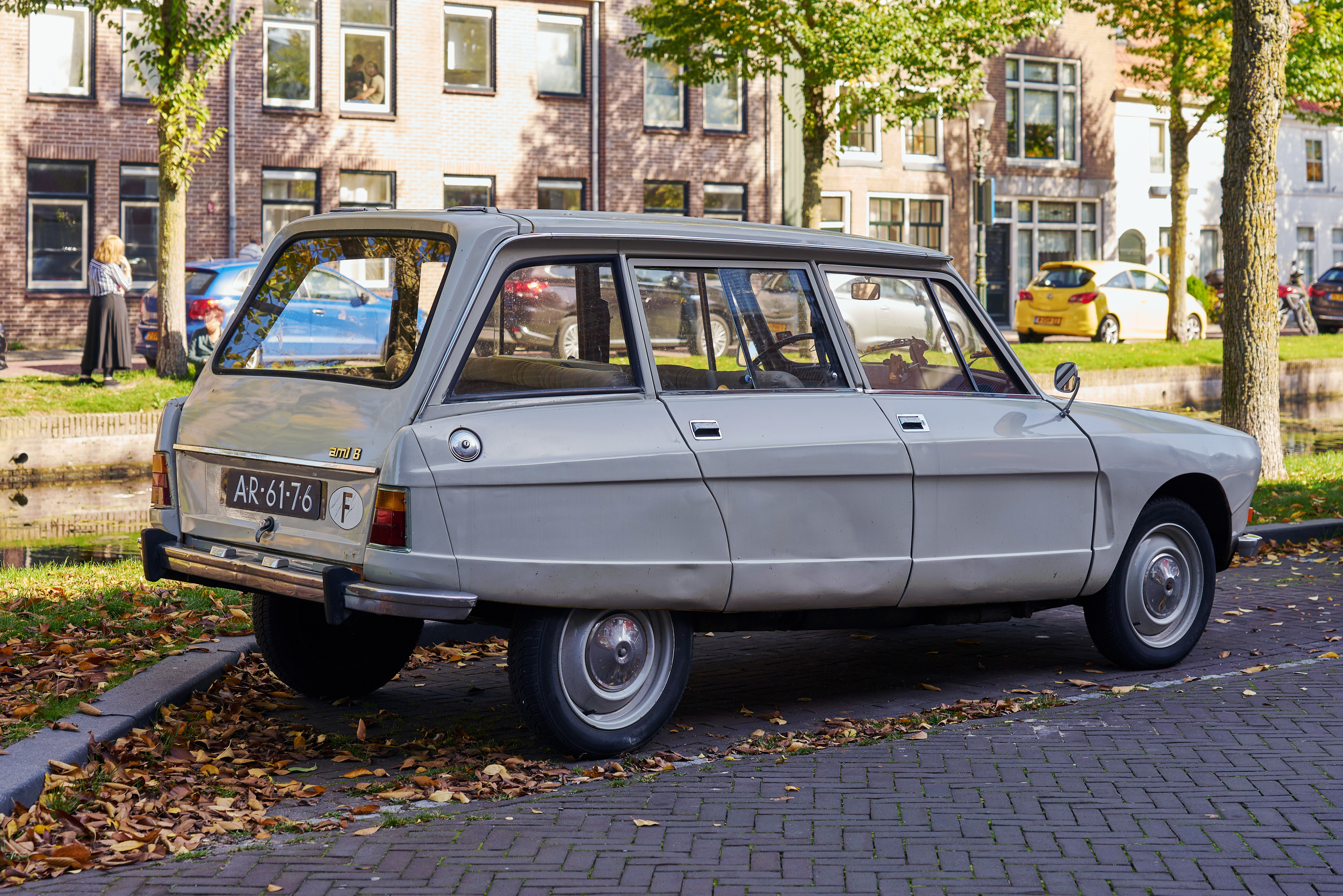
Citroën Ami 8 Break hinten rechts

Von Ende 1969 bis Frühjahr 1971 entstanden auf Basis des Ami 8 knapp 300 Prototypen mit dem Namen Citroën M35. Dieses Coupé hatte hydropneumatische Federung und einen Wankelmotor. Mit diesem Fahrzeug wollte Citroën den Wankelmotor von Kunden erproben lassen.
Bis zur Einstellung der Produktion wurden laut einer Quelle 755.925 Exemplare des Ami 8 produziert. Eine andere Quelle nennt 773.344 Pkw, darin enthalten 405.804 Kombis, sowie 27.431 leichte Nutzfahrzeuge; gesamt 800.775 Fahrzeuge. An anderer Stelle in derselben Quelle wird die Zahl von 800.775 Fahrzeugen wiederholt.

## Ami Super

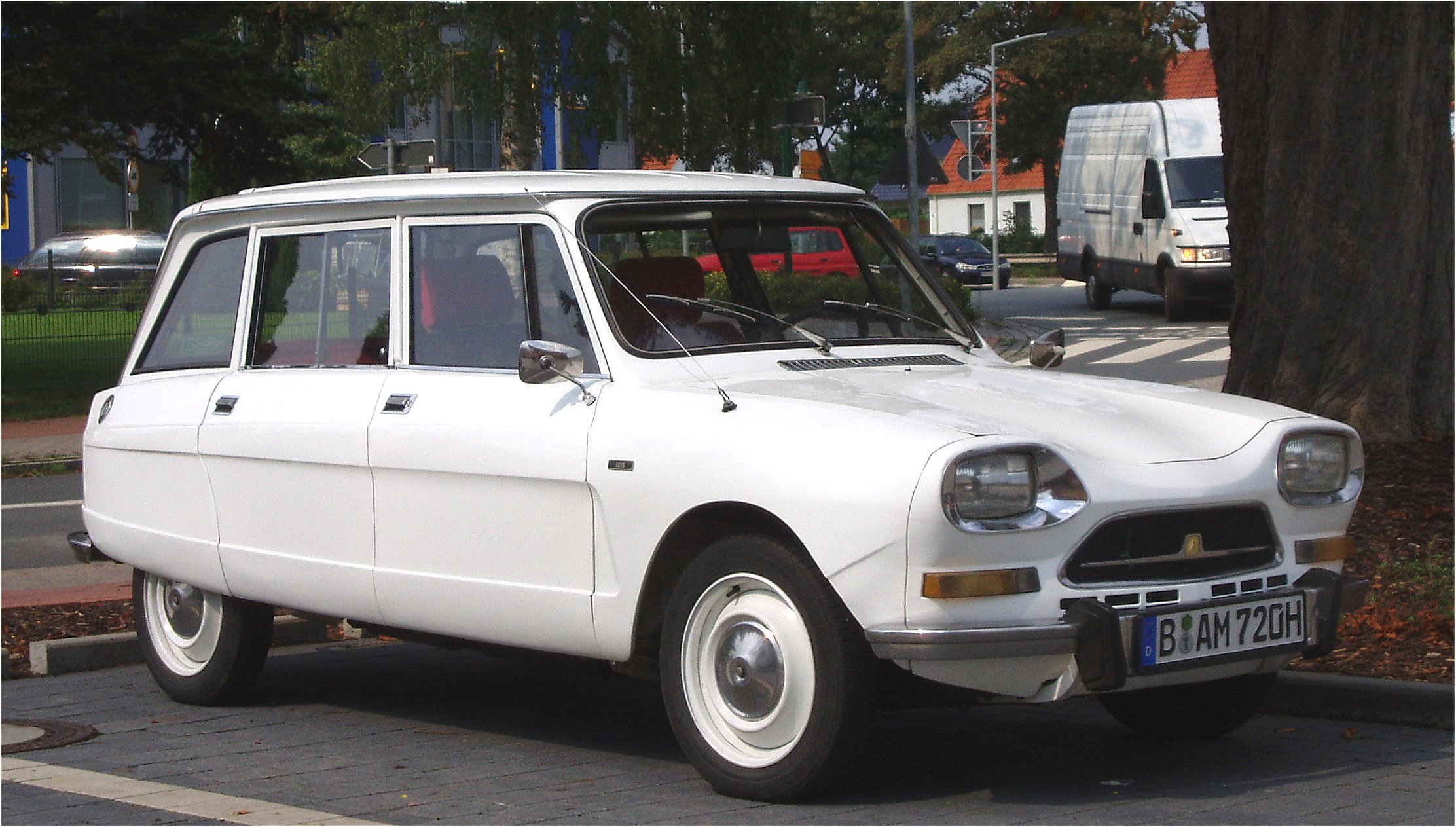
Citroën Ami Super Break (1973–1976)

Zwischen Januar 1973 und Februar 1976 wurde das als Ami Super bezeichnete Modell angeboten.
Der Wagen war mit einem verstärkten Fahrgestell sowie dem Motor mit 1015 cm³ Hubraum und dem Getriebe des größeren GS ausgerüstet. Der luftgekühlte Vierzylinder-Boxermotor mit obenliegenden Nockenwellen leistete 54 PS (40 kW) und verhalf dem Ami Super zu besseren Fahrleistungen bei niedrigen Verbrauchswerten.
Bis Februar 1976 wurden 24.797 Limousinen, 19.222 „Break“ und 801 „Break Service“ verkauft, zusammen 44.820 Stück. Dies entsprach nicht den ursprünglichen Vertriebserwartungen. Die Vermarktung des Ami Super erwies sich als problematisch, da die vom Ami 8 kommenden Kunden eher zum im Herbst 1970 präsentierten GS strebten, der zwar teurer, aber mit der selbsttragenden, strömungsgünstigen Karosserie und der Hydropneumatik mehr als eine Generation moderner war.

## Einstufung im französischen Steuer- und Versicherungssystem
Der Ami 8 hatte wie sein Vorgänger Ami 6 nur eine Motorisierung mit 3 CV. Der später erschienene Ami Super machte seinem Namen und seinem Anspruch, in der Mittelklasse zu rangieren, alle Ehre, da er als 6 CV über eine doppelt eingeschätzte Motorisierung verfügte. 